# ستيفن هولغيت
ستيفن هولغيت (بالإنجليزية: Stephen Townley Holgate)‏ هو باحث وأستاذ جامعي وطبيب ومؤلف بريطاني، ولد في 2 فبراير 1947 في مانشستر في المملكة المتحدة.

## وصلات خارجية
- الموقع الرسمي